# Keep It Comin'
| Críticas profissionais | Críticas profissionais |
| Avaliações da crítica  | Avaliações da crítica  |
| Fonte                  | Avaliação              |
| ---------------------- | ---------------------- |
| Allmusic               | [ 1 ]                  |
| Entertainment Weekly   | B+                     |
| Q                      | [ 3 ]                  |

Keep It Comin' é o terceiro álbum de estúdio do cantor de R&B contemporâneo americano Keith Sweat. Foi lançado em 26 de Novembro de 1991, e chegou ao topo da parada R&B Albums, e entrou para o top 20 da Billboard 200.
A faixa título foi o quarto single de Sweat a chegar ao topo da parada de R&B; mais dois singles "I Want To Love You Down" e "Why Me Baby" também entraram para as 20 melhores de R&B. Também apresenta a canção "There You Go (Tellin' Me No Again)", que apareceu originalmente na trilha sonora do filme New Jack City alguns meses antes. Em 21 de Fevereiro de 1992, Keep It Comin' foi certificado como disco de platina pela Recording Industry Association of America, pelos envios de um milhão de cópias as lojas nos Estados Unidos. Este viria a ser o último álbum onde Sweat colaboraria com o produtor de longa data Teddy Riley até Just Me foi lançado 16 anos depois.

## Lista de faixas
| #  | Título                                         | Compositores                                                             | Duração |
| -- | ---------------------------------------------- | ------------------------------------------------------------------------ | ------- |
| 1  | Keep It Comin' (featuring Joe Public)          | Lionel Job/Joe Carter/Joseph Sayles/Dwight Wyatt/Kevin Scott/Keith Sweat | 4:11    |
| 2  | Spend a Little Time (featuring Charlie Wilson) | Stanley Brown/Keith Sweat                                                | 4:22    |
| 3  | Why Me Baby? (featuring LL Cool J)             | Keith Sweat/Teddy Riley/James Todd                                       | 5:28    |
| 4  | I Really Love You                              | Keith Sweat                                                              | 3:55    |
| 5  | Let Me Love You                                | Stanley Brown/Keith Sweat                                                | 4:04    |
| 6  | I Want to Love You Down                        | Keith Sweat/Alton "Wokie" Steward                                        | 5:09    |
| 7  | I'm Going for Mine                             | Keith Sweat/John Adams                                                   | 5:01    |
| 8  | (There You Go) Tellin' Me No Again             | Keith Sweat/Bobby Wooten                                                 | 5:09    |
| 9  | Give Me What I Want (featuring Silk)           | Keith Sweat                                                              | 5:17    |
| 10 | Ten Commandments of Love                       | Keith Sweat                                                              | 3:49    |
| 11 | Keep It Comin' (Smooth Out Version)            | Lionel Job/Joe Carter/Joseph Sayles/Dwight Wyatt/Kevin Scott/Keith Sweat | 5:23    |

## Paradas musicais
| Parada musical (1991)           | Melhor posição |
| ------------------------------- | -------------- |
| U.S. Billboard Pop Albums       | 19             |
| U.S. Billboard Top Black Albums | 1              |

### singles
| Ano  | Single                    | Parada musical                    | Posição |
| ---- | ------------------------- | --------------------------------- | ------- |
| 1991 | "Keep It Comin'"          | Billboard Hot 100                 | 17      |
| 1991 | "Keep It Comin'"          | Hot R&B/Hip-Hop Songs             | 1       |
| 1992 | "Keep It Comin'"          | Dance/Club Play Songs             | 25      |
| 1992 | "Keep It Comin'"          | Hot Dance Music/Maxi-Single Sales | 6       |
| 1992 | "Why Me Baby?"            | Billboard Hot 100                 | 44      |
| 1992 | "Why Me Baby?"            | Hot R&B/Hip-Hop Songs             | 2       |
| 1992 | "Why Me Baby?"            | Hot Rap Tracks                    | 4       |
| 1992 | "Why Me Baby?"            | Hot Dance Music/Maxi-Single Sales | 40      |
| 1992 | "I Want to Love You Down" | Hot R&B/Hip-Hop Songs             | 20      |